# 烏托邦 (電視劇)
《烏托邦》（英語：Utopia）是一部美國網絡電視劇集，改編自英國同名劇集，由美國女作家吉莉安·弗琳開創並執筆編劇，於2020年9月25日在亞馬遜影片首播。2020年11月，亞馬遜宣佈取消製作第二季。

## 演員與角色

### 主要角色
- 薩莎·萊恩（英语：Sasha Lane） 飾 Jessica Hyde

- 雷恩·威爾森 飾 Michael Stearns

- 丹·拜德 飾 Ian Ackerman

- 科里·邁克·史密斯 飾 Thomas Christie

- 阿什利·萊思羅普（Ashleigh LaThrop） 飾 Becky Todd

- 戴斯敏·博格斯（英语：Desmin Borges） 飾 Wilson Wilson

- 法拉·麥肯齊（Farrah Mackenzie） 飾 Alice

- 克里斯托弗·德納姆（英语：Christopher Denham） 飾 Arby

- 約翰·庫薩克 飾 Dr. Kevin Christie

- 珍妮·塞拉爾斯（Jeanine Serralles） 飾 Colleen Stearns

### 常設角色
- 潔西卡·羅瑟 飾 Samantha

- 費利莎·特雷爾（英语：Felisha Terrell） 飾 Hailey Alvez

- 達斯汀·英格拉姆（英语：Dustin Ingram） 飾 Tallman

## 製作

### 開發
2018年7月8日，亞馬遜宣佈直接預訂第一季，共有9集。電視劇改編自英國同名劇集，吉莉安·弗琳擔任劇集主理人，並執筆編劇。該劇最初是與HBO接洽并計劃由大卫·芬奇執導，終因金融糾紛未果。
2020年11月，亞馬遜宣佈取消製作第二季。

### 選角
2019年1月，薩莎·萊恩確認出演主要角色。2月，雷恩·威爾森、丹·拜德和科里·邁克·史密斯、阿什利·萊思羅普（Ashleigh LaThrop）、戴斯敏·博格斯、法拉·麥肯齊（Farrah Mackenzie）和克里斯托弗·德納姆確認出演劇集。4月，約翰·庫薩克和珍妮·塞拉爾斯（Jeanine Serralles）加入劇組。5月，潔西卡·羅瑟、費利莎·特雷爾和達斯汀·英格拉姆確認出演常規角色。

### 拍攝
2018年6月，好萊塢報道稱本劇將在2018年秋季開拍。8月8日，有消息稱本劇將包括9集，由三位導演分別執導其中3集。2019年10月17日，主創吉莉安·弗琳透露劇集已殺青。

## 集數
| 集數 | 標題 | 譯名   | 導演        | 編劇        | 上線日期      |
| ---- | ---- | ------ | ----------- | ----------- | ------------- |
| 1    |      | 待公佈 | 托比·海因斯 | 吉莉安·弗琳 | 2020年9月25日 |
| 2    |      | 待公佈 | 托比·海因斯 | 吉莉安·弗琳 | 2020年9月25日 |
| 3    |      | 待公佈 | 托比·海因斯 | 吉莉安·弗琳 | 2020年9月25日 |
| 4    |      | 待公佈 | 蘇珊娜·彿格 | 吉莉安·弗琳 | 2020年9月25日 |
| 5    |      | 待公佈 | 蘇珊娜·彿格 | 吉莉安·弗琳 | 2020年9月25日 |
| 6    |      | 待公佈 | 寇特妮·亨特 | 吉莉安·弗琳 | 2020年9月25日 |
| 7    |      | 待公佈 | J·D·迪拉德  | 吉莉安·弗琳 | 2020年9月25日 |
| 8    |      | 待公佈 | 托比·海因斯 | 吉莉安·弗琳 | 2020年9月25日 |

## 宣傳與發行
2020年7月23日，亞馬遜釋出前導預告片。劇集定於2020年9月25日在亞馬遜影片首播。

## 資料來源
1. ↑  Andreeva, Nellie. . Deadline. 2018-04-19  [2018-08-14]. （原始内容存档于2018-04-19） （美国英语）.
2. ↑  Goldberg, Lesley. . 好萊塢報道. 2018-04-19  [2018-09-23]. （原始内容存档于2020-07-28） （美国英语）.
3. ↑  Goldberg, Lesley. . 好萊塢報道. 2014-02-12  [2018-09-23]. （原始内容存档于2021-01-20） （美国英语）.
4. ↑  Andreeva, Nellie. . Deadline. 2015-07-30  [2018-08-14]. （原始内容存档于2017-05-01） （美国英语）.
5. ↑  Goldberg, Lesley. . The Hollywood Reporter. 2020-11-27  [2020-11-27]. （原始内容存档于2020-11-28） （美国英语）.
6. ↑  Andreeva, Nellie. . Deadline Hollywood. 2019-01-29  [2019-01-29]. （原始内容存档于2019-01-29） （美国英语）.
7. ↑  Andreeva, Nellie. . Deadline Hollywood. 2019-02-20  [2019-02-20]. （原始内容存档于2019-02-20） （美国英语）.
8. ↑  Petski, Denise. . Deadline Hollywood. 2019-02-20  [2019-02-20]. （原始内容存档于2019-02-21） （美国英语）.
9. ↑  Pedersen, Erik. . Deadline Hollywood. 2019-02-26  [2019-02-26]. （原始内容存档于2019-02-27） （美国英语）.
10. ↑  Petski, Denise. . Deadline Hollywood. 2019-04-16  [2019-04-16]. （原始内容存档于2019-04-16） （美国英语）.
11. ↑  Petski, Denise. . Deadline Hollywood. 2019-04-22  [2019-04-22]. （原始内容存档于2019-04-22） （美国英语）.
12. ↑  Petski, Denise. . Deadline Hollywood. 2019-05-03  [2019-05-03]. （原始内容存档于2019-05-03） （美国英语）.
13. ↑  Petski, Denise. . Deadline Hollywood. 2019-05-23  [2019-05-23]. （原始内容存档于2019-05-23） （美国英语）.
14. ↑  Rose, Lacey. . 好萊塢報道. 2018-06-20  [2018-09-23]. （原始内容存档于2018-06-21） （美国英语）.
15. ↑  Radish, Christina. . Collider. 2018-08-06  [2018-08-22]. （原始内容存档于2020-11-12） （美国英语）.
16. ↑  . Instagram.   [2019-10-20] （美国英语）.
17. ↑  Colburn, Randall. . The A.V. Club. 2020-07-23  [2020-07-24]. （原始内容存档于2020-10-29） （美国英语）.
18. ↑  Yang, Rachel. . Entertainment Weekly. 2020-08-18  [2020-08-18]. （原始内容存档于2020-08-19） （美国英语）.}

## 外部连结
- 官方网站
- 互联网电影数据库（IMDb）上《烏托邦》的资料（英文）
- 烂番茄上《烏托邦》的資料（英文）